# 带你看星星
《带你看星星》是中国江苏卫视继《最强大脑》落幕之后推出的首档韩国文化探访類綜藝节目，   其设计概念源自于韩剧《来自星星的你》，由张纯烨与金玄旭搭档主持，本节目于2014年4月25日起每周五晚22:00播出。

## 节目概要
《带你看星星》是由江苏卫视与韩国KEYEST公司首次合作，主打韩流文化风尚，节目主要通过专访形式，与嘉宾畅聊韩国文化，分享其韩剧幕后故事。

## 参演嘉宾
参与节目的嘉賓分别是：“都敏俊”金秀贤，KEYEAST老板裴勇俊，演员兼歌手金贤重，导演张太侑，韓國演員金喜善、宋承宪、权相佑、崔智友、朴信惠、李玹雨、林秀晶和金泰熙等。

## 节目内容
这是一次探秘韩国电视剧制作背后故事的旅程.    节目由主持人带领观众，完成一段异域风俗文化之旅。

## 节目制作
这次《带你看星星》录制大部分在韩国外景拍摄完成，节目组为了深入了解韩国文化，此次联合韩国KEYEAST公司一同拍摄制作，以此确保节目的质量。